# شاون لانگ
شاون لانگ (انگلیسی: Shawn Long؛ زادهٔ ۲۹ ژانویهٔ ۱۹۹۳) بازیکن بسکتبال اهل ایالات متحده آمریکا است.
وی در مسابقات کشوری و بین‌المللی در مجموع برندهٔ ۱ مدال برنز شده‌است.